# Acolhues

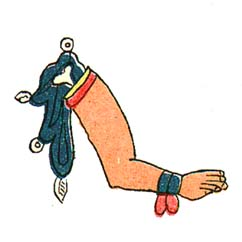
Acolhua

Els acolhues (nàhuatl ahcolhuahqueh 'els esforçats') és un poble de Mesoamèrica que va arribar a la Vall de Mèxic al voltant de l'any 1200 e.c., a la vora de Tenochtitlán. Els acolhua eren una cultura germana dels azteques (o mèxic), així com els tecpaneques, chalca, xochimilca i altres. Es va anomenar Acolhuacan la regió ocupada per ells i la seva ciutat principal va ser Tetzcoco.